# حسام الغرياني
المستشار محمد حسام الدين الغرياني أو حسام الغرياني، (25 أكتوبر 1941 الشرقية) أحد شيوخ القضاة بمصر، كان رئيسا لمحكمة النقض ورئيسا لمجلس القضاء الأعلى في مصر وذلك خلفا للمستشار سرى صيام، وكان يشغل نائب رئيس محكمة النقض سابقا، ويعد من المفكرين في تيار استقلال القضاء المصري. وهو الذي أصدر الحكم الشهير ببطلان الانتخابات في دائرة الزيتون عام 2003 م وكان الفائز فيها زكريا عزمي رئيس ديوان رئيس الجمهورية آنذاك، كما أنه أول من نظم وقفة احتجاجية للقضاة عام 2005 م و 2006 م بعد إحالة زميليه المستشارين هشام البسطويسي ومحمود مكي إلى الصلاحية بعد اعتراضهما على تزوير الانتخابات. وبعد ثورة 25 يناير تم انتخابه رئيسا للجمعية التأسيسية لوضع مشروع الدستور عام 2012 م، التي تم اختيار أعضائها من قِبل أعضاء مجلسي الشعب والشورى.

## التدرج الوظيفي
- عام 1962 حصل علي شهادة الليسانس في الحقوق من جامعة الإسكندرية.
- عام 1969 حصل علي دبلوم القانون العام من جامعة الإسكندرية.
- عام 1970 حصل علي دبلوم القانون الجنائي من جامعة القاهرة.
- عام 1962 التحق بالنيابة العامة: معاون بالنيابة العامة.
- عام 1964 عين وكيلا بالنيابة العامة.
- عام 1974 عمل قاضي بمحكمة الإسكندرية الابتدائية.
- بين 1977-1975: قاضي بمحكمة اجدابيا وبنغازي في ليبيا،
- أكتوبر 1977: رئيس نيابة الأموال العامة بالإسكندرية،
- أكتوبر 1978: مدير نيابة النقض بمحكمة النقض،
- أكتوبر 1981: محامي عام بمكتب النائب العام،
- أكتوبر 1982: مستشار بمحكمة الاستئناف،
- 1982-1981: نائب رئيس المركز القومي للدراسات القضائية (CNEJ) في القاهرة،
- أكتوبر 1984: محامي عام لدى محكمة النقض
- أكتوبر 1986: مستشار بمحكمة النقض،
- 1996-1991: مدير معهد التدريب والدراسات القضائية التابع لوزارة العدل في دولة الإمارات العربية المتحدة، ثم نائب لرئيس محكمة النقض بالدائرة الجنائية، ثم تولي رئاستها بعد ذلك.
- رئيس مجلس الأعلى للقضاء في مصر منذ الأول من يوليو عام 2011.[1]
- رئيس الجمعية التأسيسية لوضع مشروع الدستور عام 2012 م.

## تيار استقلال القضاء
كان المقرر العام لأول مؤتمر للعدالة «القضاة» عقد في عام 1986. وفي عام 1990 كان له دوره في وضع مشروع قانون السلطة القضائية.
وحين أحيل المستشارين هشام البسطويسي ومحمود مكي إلى الصلاحية لاتهامهما بالحديث عن تزوير الانتخابات البرلمانية عام 2005، فقد كان الغريانى واحدا من الذين أعلنوا عن أول اعتصام في تاريخهم (استمر شهرا) تضامنا مع زميليهم.
كما أنه كان صاحب فكرة أول وقفة احتجاجية تمت بين قضاة الإسكندرية للمطالبة باستقلال القضاء.
«يكفى أنه صاحب أول وقفة احتجاجية قبل الثورة».. هكذا وصفه المستشار محمود الخضيري، نائب رئيس محكمة النقض السابق، متحدثاً عن الوقفة الاحتجاجية التي شهدها نادى قضاة الإسكندرية، للمطالبة باستقلال القضاء، بناء على طلب «الغريانى». وتوقع «الخضيرى» أن يرى قضاة مصر على يديه الكثير من مظاهر الاستقلال.
أصدر حكما ببطلان الانتخابات في دائرة الزيتون، الفائز فيها زكريا عزمي، وتم رفع الحكم إلى المحكمة الدستورية العليا التي قررت تطبيق قاعدة قاض على كل صندوق قبل أن يتم التراجع عنها في الانتخابات عام 2010.
حيث أنه كان يرأس دائرة محكمة النقض الجنائي ومعه المستشاران هشام البسطويسي ومحمود مكي، وتلقت الدائرة طعنا في انتخابات دائرة الزيتون التي نجح فيها رئيس الديوان السابق الدكتور زكريا عزمي. وكان الطعن متعلقا بالنائب الذي نجح معه مرشحا عن العمال، وقد استند مقدمه إلى أسباب عدة كان من بينها أن الذين أشرفوا على الانتخابات في الدائرة لم يكونوا من القضاة ولكنهم كانوا من موظفى وزارة العدل. وقد ارتأى المستشار الغريانى وزميلاه أن ذلك السبب كاف لإبطال الانتخابات في الدائرة، الأمر الذي كان يعنى تلقائيا إبطال إعلان نجاح الدكتور زكريا عزمي. وإذ أصدروا حكما بذلك وأرسلوه إلى رئيس محكمة النقض المستشار حمدى خليفة ليتولى توجيهه إلى مجلس الشعب، فإن الرجل وجد نفسه في موقف حرج، وأراد تأجيل القرار والتسويف في تنفيذه. فأشَّر على الصفحة التي تضمنت الحكم مطالبا رئيس الدائرة التي أصدرته بالنظر في أسباب البطلان الأخرى الواردة في الطعن. وهو ما أثار غضب المستشار الغريانى إذ اعتبر الملاحظة تدخلا في الحكم، فألغى الورقة التي عليها تأشيرة رئيس النقض واستبدلها بأخرى، وأصدر حكما شديد اللهجة اعتبر فيه أن التأشيرة بمثابة إتلاف لنسخة الحكم، وجريمة تشكل تدخلا في عمل القضاء. وهو ما أسكت المستشار خليفة ولم يستطع له ردا.
نظرة إلى مواقف «الغريانى» وأحكامه قد تساعد في فهم حالة الارتياح التي قابلتها غالبية القضاة عند تعيينه رئيساً لمجلس القضاء الأعلى، ربما يعود ذلك إلى بساطته غير المتكلفة، وثرائه العلمي والمهنى، إضافة إلى مواقفه التي لا تقبل الجدال.
المستشار أحمد مكى، عضو مجلس القضاء الأعلى السابق، وصف المستشار حسام الغريانى بأنه «صورة مثالية للقاضى في التزامه وسلوكه وأدائه». يحكى «مكى» الذي يتحدث عن رفيق في طريق المطالبة باستقلال القضاء، قائلاً إن الغريانى كان مقرر عام مؤتمر العدالة الأول عام 1986، بجانب مشاركته في وضع مشروع قانون السلطة القضائية عام 1990. وأكد «مكى» أن «الغريانى» كان الداعى إلى الوقفة الاحتجاجية في 2006، بمبادرة شخصية منه، وقال إنه على استعداد لأن يقف فيها وحيداً.
ولفت «مكى» إلى أن «الغريانى» كان عضوا في لجنة مشروع قانون السلطة القضائية الذي أقره النادى في عام 2005.
«الغريانى» الذي كتب تقريراً عن تزوير الاستفتاء على تعديل المادة 76 في عدد من الصحف، يقول عنه «مكى» إنه «فخر لقضاة مصر أن يكون حسام الغريانى رئيساً لمحكمة النقض، ومجلس القضاء الأعلى».
من جانبه، قال المستشار زغلول البلشى، نائب رئيس محكمة النقض، إن المستشار حسام الغريانى، «قضى عمره مهموماً باستقلال القضاء المصرى»، مشدداً على أن قضاة مصر كانوا ينتظرون تولى «الغريانى» رئاسة مجلس القضاء الأعلى. ولفت «البلشى» إلى أن ما يرجوه للقضاء، أن يحقق الله «ما يتمناه الغريانى للقضاء المصرى».

## رئاسته للجمعية التأسيسية لوضع مشروع الدستور عام 2012 م
وفقا للتعديلات الدستورية التي جرت بعد ثورة 25 يناير في مصر فقد قام أعضاء مجلسي الشعب والشورى باختيار أعضاء الجمعية الوطنية لوضع مقترح الدستور الجديد في 2012 م، وقام أعضاء الجمعية بانتخاب الغرياني رئيسا للجمعية.

## منعه من السفر
بعد الانقلاب العسكري الذي وقع في 3 يوليو 2013 بمصر مُنع الغرياني من السفر، وقد أقام دعوى للتظلم من ذلك إلا أن القضاء الإداري رفض الدعوى.

## وصلات خارجية
- المستشار. زغلول البلشى : حسام الغريانى والآخرون، بقلم المستشار زغلول البلوشي